# Domingo Báñez

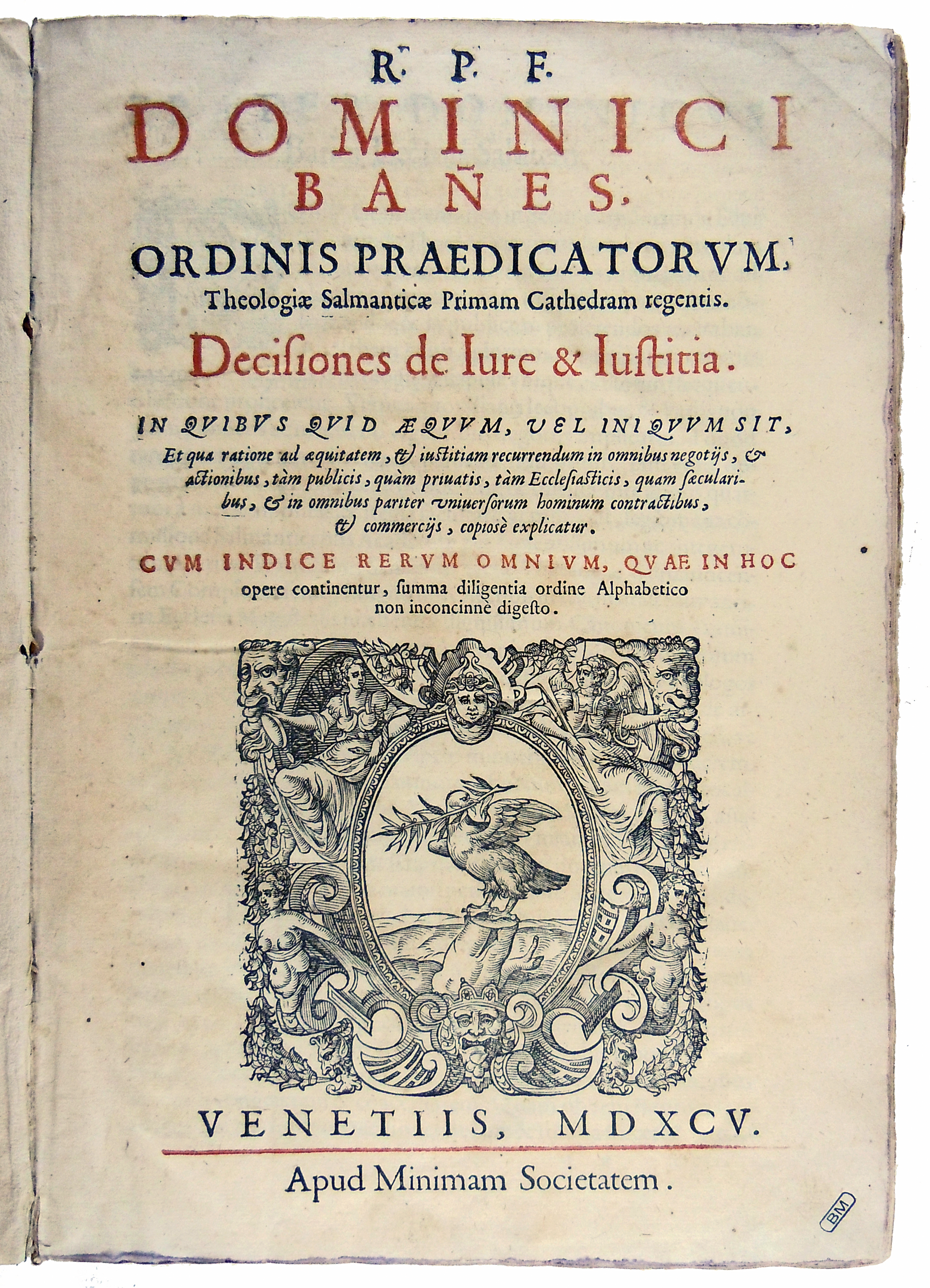
Decisiones de Iure & Iustitia, 1595 (Fondazione Mansutti, Milano).

Commentaria in secundam secundae D. Thomae, 1586

Domingo Báñez (Valladolid, 29 febbraio 1528 – Medina del Campo, 22 ottobre 1604) è stato un religioso e teologo spagnolo.

## Biografia
Nato a Valladolid, come domenicano dell'Ordine dei Frati Predicatori, entrò in convento a Salamanca, luogo d'insegnamento di alcuni tra i più importanti teologi del XVI secolo, tra cui Francisco de Vitoria, Pedro de Soto e Domingo de Soto. Nel 1552 iniziò la docenza di teologia, insegnando ad Alcalà, Salamanca e Valladolid, e dando un proprio contributo alla riforma dell'Ordine dei carmelitani.
Fu confessore di Teresa d'Avila e viene ancora oggi considerato tra i principali commentatori della dottrina di Tommaso d'Aquino, e critico del pensiero di Luis de Molina. Partecipò alla rinascita del tomismo, che vedeva dividersi i gesuiti e i domenicani sulla relazione tra libero arbitrio e grazia divina. Fu giudicato dall'Inquisizione per due volte, risultando ogni volta innocente. Nel convento di San Esteban, dove risiedeva, creò una tipografia, affidata ai migliori stampatori dell'epoca.
Nel suo De Iure & Iustitia si occupa del contratto di assicurazione, sostenendo che è possibile per l'assicuratore ottenere un corrispettivo. Il libro è pubblicato per la prima volta a Salamanca nel 1594. Una copia è custodita presso la Fondazione Mansutti di Milano.

## Opere
- (LA) Domingo Báñez, Commentaria in secundam secundae D. Thomae, Venetijs, apud Bernardum Iuntam, 1586. URL consultato il 30 aprile 2015.
  - (LA) Domingo Báñez, Scholastica commentaria in primam partem angelici doctoris d. Thomae, Venetiis, ad signum Concordiae, 1585. URL consultato il 30 aprile 2015.
- Scolastica commentaria in primam partem angelici doctoris d. Thomae vsque ad LXIIII quaestionem complectentia, pubblicato nel 1587 a Venezia apud Altobellum Salicatium
- (LA) Domingo Báñez, De iure et iustitia decisiones, Venetiis, apud Minimam Societatem, 1595. URL consultato il 30 aprile 2015.
- De fide, spe, et charitate, ... Scholastica commentaria in secundam secundæ angelici doctoris partem, quæ ad quæstionem quadragesimam sextam protenduntur, apud Stephanum Michaelem, 1588.
- Commentaria, et quaestiones in duos libros Aristotelis Stagyritae De generatione, et corruptione, apud Iuntas, 1596.